# Schwarzviolette Akelei
Die Schwarzviolette Akelei (Aquilegia atrata) ist eine Pflanzenart aus der Gattung der Akeleien (Aquilegia) innerhalb der Familie der Hahnenfußgewächse (Ranunculaceae). Sie wird von manchen Autoren auch als Unterart Aquilegia vulgaris subsp. atrata (W.D.J.Koch) Gaudin zur Gewöhnlichen Akelei (Aquilegia vulgaris L.) gestellt.

## Beschreibung

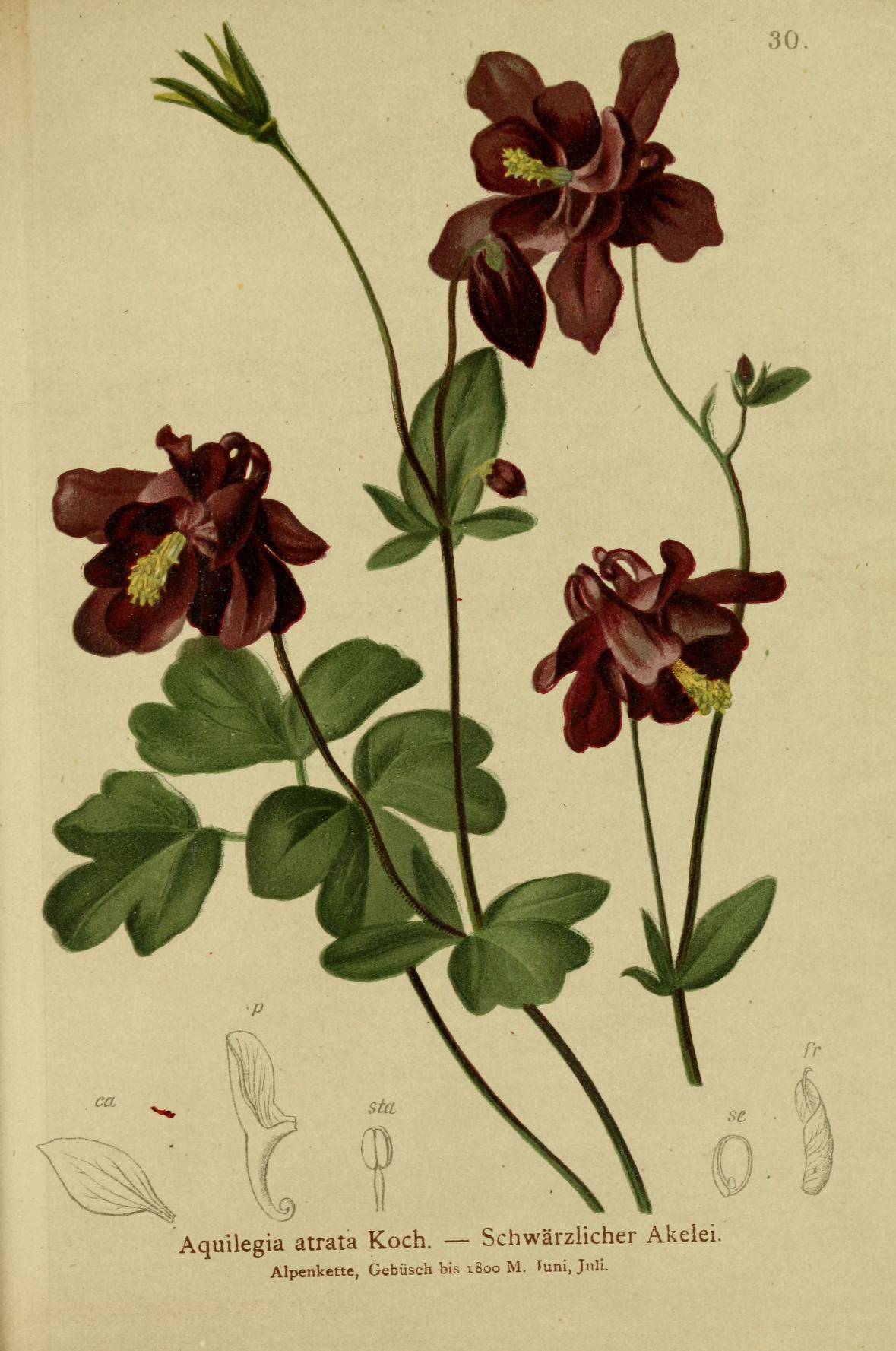
Illustration aus Atlas der Alpenflora

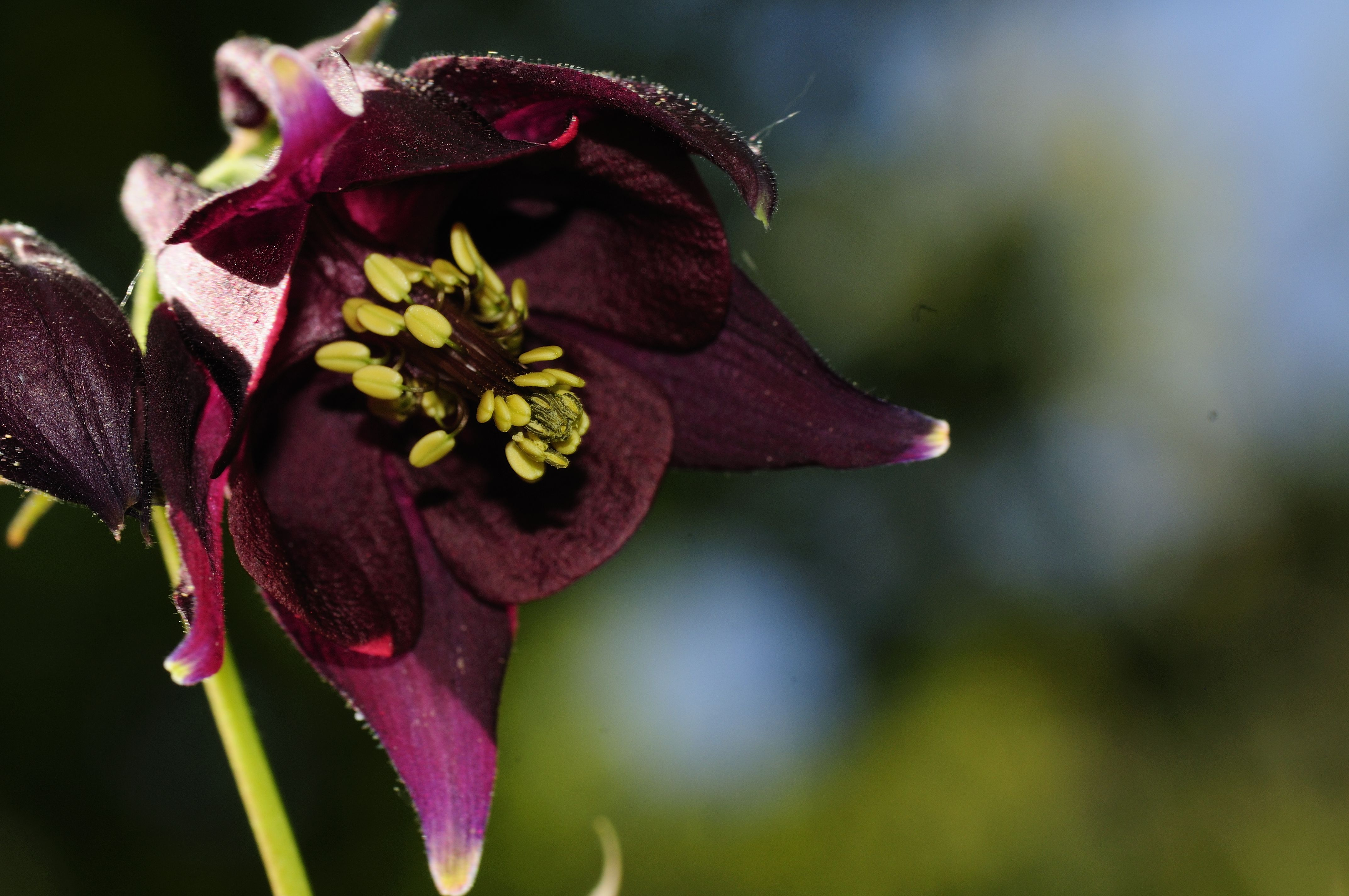
Detailansicht der Blüte

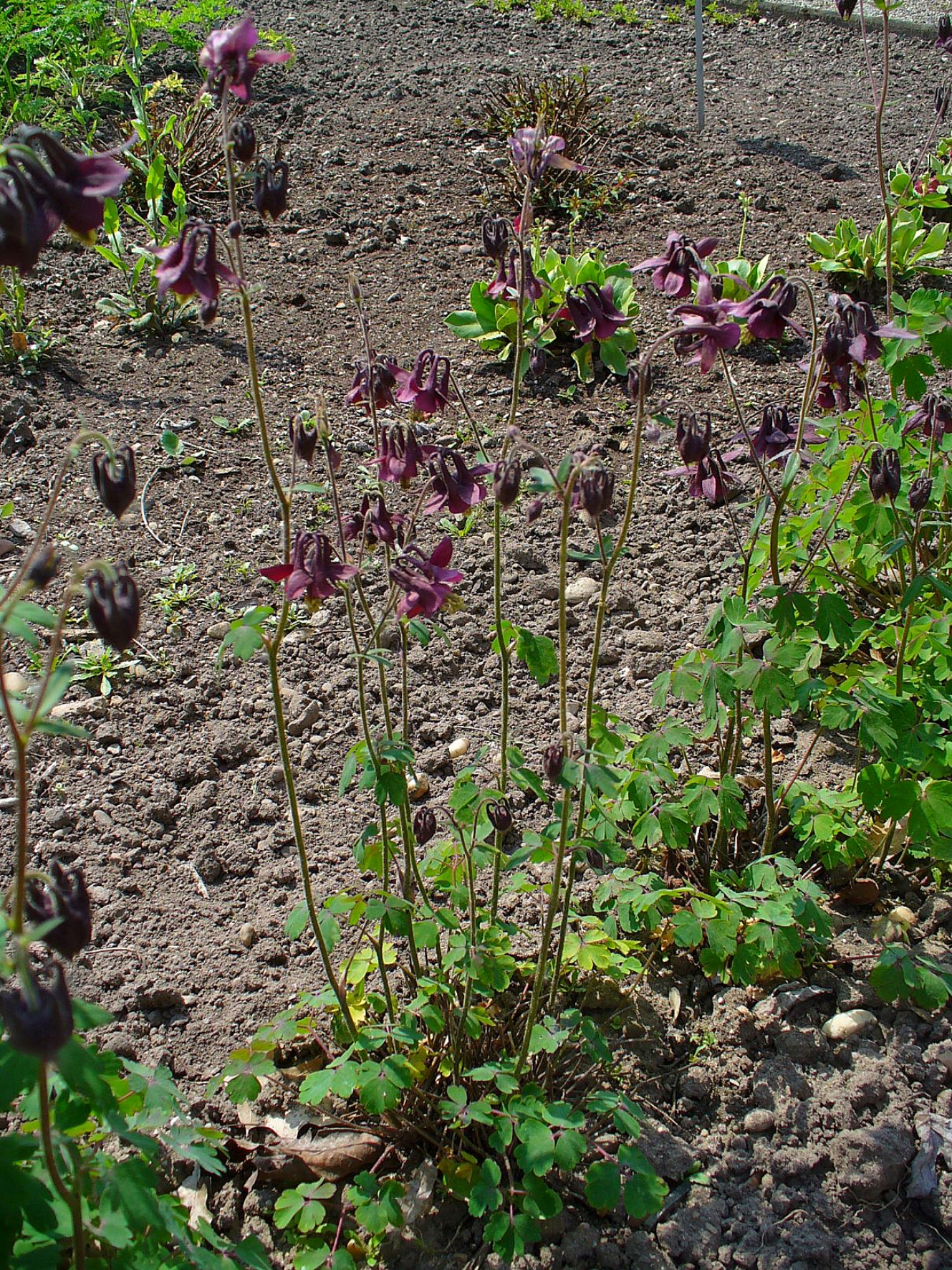
Habitus und Blüten

### Vegetative Merkmale
Die Schwarzviolette Akelei ist eine mehrjährige krautige Pflanze, die Wuchshöhen von 20 bis 60 (selten bis zu 100) Zentimetern erreicht. Die Laubblätter sind am Grund gestielt und doppelt dreiteilig. Die Fiederblättchen besitzen einen unregelmäßigen gezackten Rand. Die Stängelblätter sitzen wechselständig.

### Generative Merkmale
Die Blütezeit reicht von Mai bis Juli. Die braunviolette Blüten weisen einen Durchmesser von 4 bis 6 Zentimetern auf. Die äußeren Blütenhüllblätter sind länglich mit zugespitztem oberen Ende. Dazwischen befinden sich fünf innere Blütenblätter (Nektarblätter) mit deutlich gebogenem Sporn. Die zahlreichen Staubblätter ragen weit aus der Blüte hervor. Es sind meist fünf Fruchtblätter vorhanden.
Die Balgfrüchte sind bis zu 15 Millimeter lang.
Es liegt Diploidie vor, mit einer Chromosomenzahl von 2n = 14.

## Vorkommen
Aquilegia atrata kommt in den Alpen und dem Alpenvorland sowie den Mittelgebirgen Südwesteuropas (Apennin) vor. Sie wächst von der montanen bis zur alpinen Höhenstufe, doch ist sie in der subalpinen Höhenstufe am häufigsten.
Standorte dieser kalkliebende Pflanze sind meist Wälder (besonders Rotföhrenwälder) Säume, Niedermoorwiesen und Hochstaudenfluren. Sie kommt von der Tallage bis in Höhenlagen von etwa 2000 Metern vor. In den Allgäuer Alpen steigt sie in Bayern auf dem Geißfuß bis in eine Höhenlage von 1950 Metern auf.
Sie gedeiht besonders in Pflanzengesellschaften des Verbands Erico-Pinion, kommt aber auch in Gesellschaften der Verbände Molinion, Atropion oder des Unterverbands Cephalanthero-Fagenion vor.
In Österreich ist sie verstreut bis selten, fehlt im Raum Wien und Burgenland und in Niederösterreich wächst sie lediglich wild im Westen. In der Schweiz kommt sie in den meisten Kantonen zerstreut vor.
Die ökologischen Zeigerwerte nach Landolt & al. 2010 sind in der Schweiz: Feuchtezahl F = 3w+ (mäßig feucht aber stark wechselnd), Lichtzahl L = 3 (halbschattig), Reaktionszahl R = 4 (neutral bis basisch), Temperaturzahl T = 3 (montan), Nährstoffzahl N = 2 (nährstoffarm), Kontinentalitätszahl K = 3 (subozeaanisch bis subkontinental).

## Trivialnamen
Weitere Trivialnamen sind: Dunkle Akelei, Aglije, Blaue Glocken, Glockenblume, Glöckl, Glöggli, Handschuh, Hoselätzli, Kapuzinerchappe, Kessel, Narrenkappen, Rotzglocken, Schlotterhose, Schwizerhose, Teufelsglocken, Tintenbluem, Tintenglogge, Truerbliemli, Zigeunerglocken und Zuckerglocken.
Weitere zum Teil auch nur regional gebräuchliche Trivialnamen sind bzw. waren: Färbara (St. Gallen, Werdenberg), Glogga (St. Gallen) und Narrakappa (St. Gallen, Rheintal).